# 약탈 가격
경영학 및 경제학에서, 약탈 가격(predatory pricing)이란 특정 제품 혹은 서비스를 매우 낮은 가격으로 제공하여 경쟁자들을 시장에서 몰아내거나 시장에 참여하려는 예비 경쟁자들을 막기 위하여 진입 장벽을 쌓는 행위를 뜻한다. 만약 경쟁자 혹은 예비 경쟁자들이 자금 손실을 감당하지 못하고 약탈 가격을 제공하는 회사와 같은 수준의 가격을 제공하지 못한다면 그들은 시장에서 배제될 수 밖에 없다. 이 경우 약탈 가격을 제공한 회사는 경쟁자가 없거나 매우 적은 상황에 들어가게 되어 사실상 독점적 지위를 누리게 된다. 이런 독점적 지위를 성취하게 된 다음 회사가 원하는 만큼 가격을 올려서 시장의 합리적 가격보다 더 높은 가격으로 제품이나 서비스를 제공하는 것이 약탈 가격 제도의 목표이다.
덤핑(dumping)은 약탈 가격의 일종이다.

## 같이 보기
- 가격 스키밍
- 덤핑
- 외부성
- 가격 차별